# Huambo (Ayacucho)
Huambo o San Lucas Huambo es un centro poblado  perteneciente al distrito de Alcamenca, provincia de Víctor Fajardo en el departamento de Ayacucho, Perú.

## Geografía

### Ubicación
El centro poblado de Huambo es una de las comunidades que conforman del distrito de Alcamenca, en la provincia de Víctor Fajardo del departamento de Ayacucho. Huambo está situado al sur de la ciudad de Ayacucho. El poblado tiene una extensión de 435 Kilómetro cuadrados. El centro de la comunidad está distribuida en forma de un cubo.

### Clima
El clima es claramente marcado en ritmos anuales, distinguiéndose una época de lluvias y otra seca con diferencias entre la zona alta, media o baja; tendencia al incremento de la temperatura y disminución de la precipitación a medida que disminuye la altitud. Esta zona como en general la sierra del Perú está sujeta a sequías periódicas que se caracterizan tanto por una ausencia de precipitación durante todo el año como por una distribución inadecuada de la lluvia en el año. Existen grandes variaciones de temperatura que va desde un clima templado entre los 2,000 y 3,000 m. y frío en alturas alrededor de 4,000 metros.

## Aspectos morfológicos
Conforme al surgimiento, organización, desarrollo y esplendor de los pueblos, también en la comunidad de huambo también se han formado paulatinamente y sobre la base de la evolución de la naturaleza, diferentes seres orgánicos sean de pequeño, mediano o gran estatura ya sea en reino animal , vegetal, en la superficie de la tierra o en la parte acuática. Muchos de los animales surgieron en condiciones de silvestre, pero algunos de estos animales han sido domesticados por el hombre por su utilidad ya sea para el trabajo, para la alimentación o para la industria, sin embargo, muchos de los animales aún se hallan como silvestres o como acuáticos, pero están protegidos por las leyes especiales por su valor y especie. gracias a este amparo, continúan multiplicándose, por tal motivo, morfológicamente, esta zona y sus comunidades que integran son ricos en los reinos animal, vegetal mineral y en general.

### Presencia de los “Chankas “
Entre los años 800 a 1 476 después de Cristo se asentaron en suelos Fajardinos los “Chankas”. Aunque la arqueología ha llegado a determinar entre ciertas dudas, que fueron diferentes naciones y tribus unidas en una confederación para defenderse de la conquista Inca. Se puede afirmar que los “Chankas” agrupadas en las tribus “Wankas”, “Astos”, “Pillacas”, “Wallas” y otros poblaron el territorio de Fajardo. Esta civilización empleo la forma circular en la construcción de sus viviendas, sus asentamientos más generalizados habrían sido el de pequeñas aldeas (aproximadamente de 100 casas) y habitaron espacios de difícil acceso como cumbres y laderas de los cerros, tal vez para optar acciones defensivas ante eventuales ataques; evidencias parecidas a las ruinas arqueológicas de Palle (Alcamenca), Pampana (Mirata), Minas Urccu (huambo), Tupiña y Llacctapata (Patallaccta), Suytu Urcco (Carampa) y Ñaupallaccta (Carampa). Así mismo, al visitar estos antiguos monumentos, son visibles restos de cerámica sencilla con una decoración de bajo tratamiento técnico, siendo las formas dominantes los utilitarios (vasos, platos, vasijas para almacenar agua), también se puede apreciar trabajos en piedra de alta tecnología (morteros, batanes y macanas), características principales de los Chankas. Las evidencias expuestas anteriormente ratifican que los “Chankas“ poblaron Fajardo, porque esta cultura se expandió sobre la cuenca del río Pampas y Pachachaca que cubre los sectores de los actuales departamentos de Apurímac, Huancavelica y Ayacucho (principalmente Fajardo y Cangallo).

## Población
La comunidad está compuesta netamente por campesinos labradores teniendo también pero en menor cuantía diferentes ganados, tiene una población de 1000 a 1580 habitantes.

## Festividades
En Perú cada fiesta se celebra con elegancia y arte, pero para la comunidad es una tradición en donde la comunidad coge el fiesta patronal y es responsable organizar teniendo un apoyo de la comunidad y también de los familiares por ende preparan con anticipación las actividad como la chicha de jora para el día central y víspera

### San Lucas Huambo(Santo patrón del pueblo)
celebración en honor al san patrón san lucas huambo uno de los cuatro evangelio y es considerado el autor del evangelio. en el día central se celebra un misa en honor de santo patrón realizando un procesión por la plaza principal de pueblo y realizase las vísperas y corrida de toros y famoso copla de cornetas.
la festividad se realiza del día 12 al 18 de octubre de cada año en la víspera del 17 de octubre se realiza misa(noche) y al día siguiente se realiza la procesión del santo patrón san lucas  acompañado del san evangelio san Francisco de asís. en la tarde se realiza la corrida de toro organizado por el cargante realizante del año

### Fiesta de Agua 18 de agosto.
Que cada año se realiza la limpieza de acequias 4 días del mes de agosto en donde es un costumbre tradicional de la comunidad y el día central es el 18 de agosto y donde honran al agua y celebrando a la patrona virgen del Carmen y santa Úrsula .  y el día de los solteros y soltera acompañado del serio realizado por los cargontes del año.

### Carnaval 12 febrero.
La celebración es un digno de celebrar que cada año del mes de febrero se realiza carnaval en celebración de la llegada de los nuevos productos de la zona y despidiendo los productos del año anterior. Es un mítico de celebrar la fiesta en conformado por los cargontes del año como (Alcalde, Teniente y Alfacer). 